# Fälen
Fälen är en sjö i Kinda kommun i Östergötland och ingår i Motala ströms huvudavrinningsområde. Sjön har en area på 1,6 kvadratkilometer och ligger 147,6 meter över havet.

## Delavrinningsområde
Fälen ingår i det delavrinningsområde (642709-151310) som SMHI kallar för Utloppet av Fälen. Medelhöjden är 165 meter över havet och ytan är 10,72 kvadratkilometer. Det finns inga avrinningsområden uppströms utan avrinningsområdet är högsta punkten. Vattendraget som avvattnar avrinningsområdet har biflödesordning 3, vilket innebär att vattnet flödar genom totalt 3 vattendrag innan det når havet efter 168 kilometer. Avrinningsområdet består mestadels av skog (79 procent). Avrinningsområdet har 1,66 kvadratkilometer vattenytor vilket ger det en sjöprocent på 15,5 procent.